# Acer lucidum
Acer lucidum é uma espécie de árvore do gênero Acer, pertencente à família Aceraceae.